# Municipiile Spaniei
Municipiul (în spaniolă municipios, AFI: [muniˈθipjos]; sing. municipio) este entitatea de bază în organizarea teritorială a Spaniei.

## Organizarea
Fiecare municipiu face parte dintr-o provincie, care la rândul său este inclusă într-o comunitate autonomă (17 la număr, plus Ceuta și Melilla): unele comunități autonome au subdiviziuni adiționale de nivelul doi, cum ar fi comărcile sau mancomunidades. În total în Spania sunt 8.117 municipii, inclusiv orașele autonome Ceuta și Melilla.
Populația medie a unui municipiu este de aproximativ 5.300 de locuitori, dar această cifră ascunde o diferență enormă: cel mai populat municipiu spaniol este orașul Madrid, cu o populație de 3.255.944 locuitori (2009) , în timp ce unele municipii rurale au câteva zeci de locuitori (Villarroya, La Rioja, avea 10 locuitori în 2009). Suprafața teritoriului municipal (spaniolă: término municipal) de obicei variază între 2–40 km², dar municipii ca Tremp (Lleida) cuprinde peste 300 km².
Organizarea în municipii a fost realizată printr-o lege din 2 aprilie 1985, completată de un decret regal din 18 aprilie 1986.
Fiecare municipiu are propriul organ de conducere numit ayuntamiento (consiliu municipal). Ayuntamiento este compus din primar (în spaniolă: alcalde), viceprimari (în spaniolă: tenientes de alcalde) și adunarea plenară (pleno) a consilierilor (concejales).
Primarul și viceprimarii sunt aleși în plen, care la rândul său este ales prin vot universal pe sistem de listă la fiecare patru ani. Adunarea plenară trebuie să se întrunească o dată la fiecare trei luni la sediul ayuntamiento. Multe consilii municipale de asemenea au o comisie de conducere (comisión de gobierno), numită de primar din rândul consilierilor; este necesară pentru municipiile cu peste 5.000 de locuitori. Comisia de conducere, a cărui rol e să asiste primarul între întrunirile adunării plenare, nu poate avea mai mult de o treime din consilieri

## Traducerea termenilor

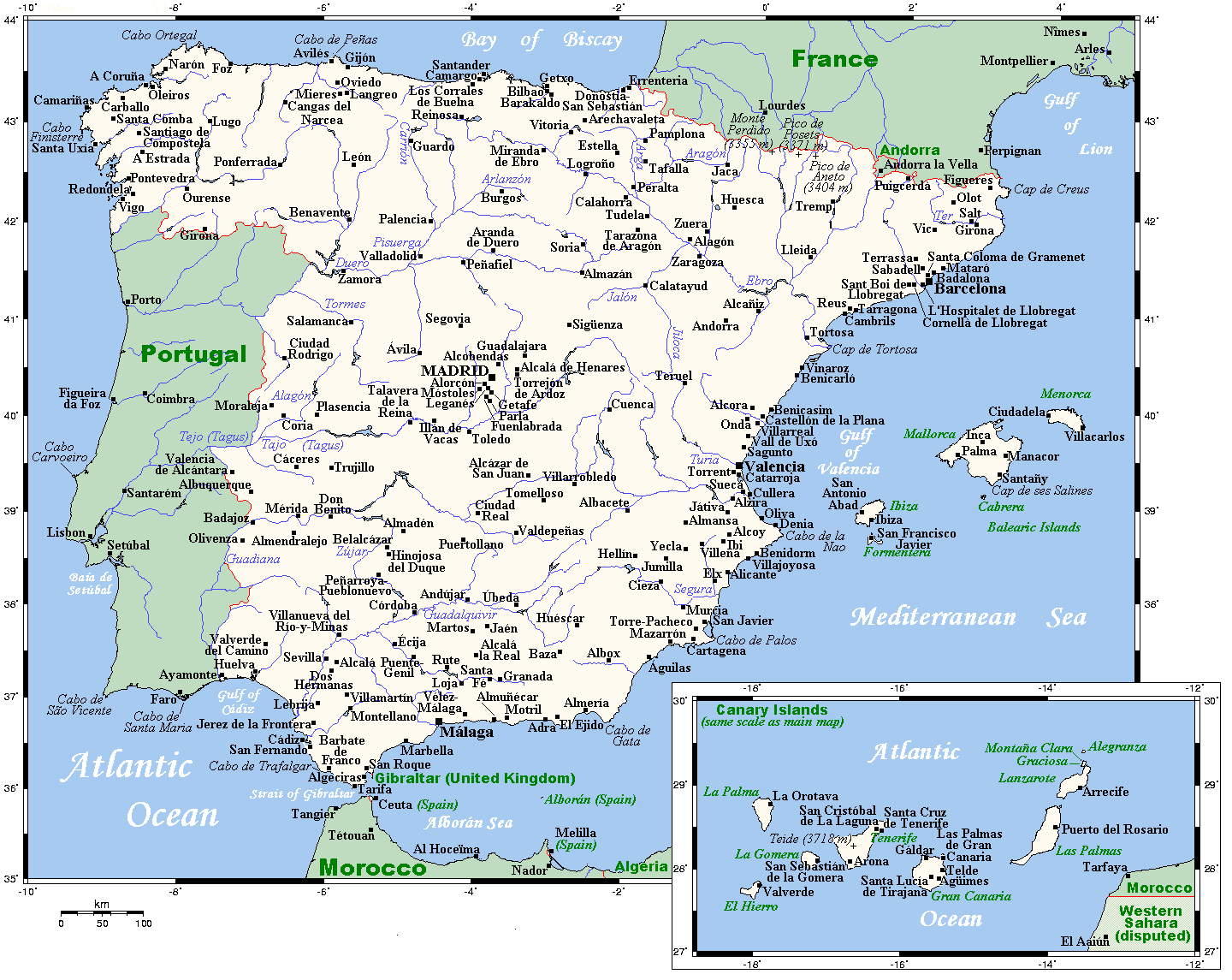
Principalele orașe ale Spaniei

| Română               | Spaniolă             | Catalană / Valenciană                     | Galiciană              | Bască             |
| -------------------- | -------------------- | ----------------------------------------- | ---------------------- | ----------------- |
| Municipiu            | Municipio            | Municipi                                  | Concello sau Municipio | Udalerria         |
| Consiliu municipal   | Ayuntamiento         | Ajuntament sau Casa de la vila sau Paeria | Concello               | Udala             |
| Primar               | Alcalde              | Alcalde sau Batlle sau Paer               | Alcalde                | Alkatea           |
| Viceprimar           | Teniente de alcalde  | Tinent d'alcalde                          | Tenente de alcalde     | Alkateordea       |
| Comisie de conducere | Comisión de gobierno | Consell de govern                         | Comisión de goberno    | Gobernu batzordea |
| Adunare plenară      | Pleno                | Ple                                       | Pleno                  | Osoko bilkura     |
| Consilier            | Concejal             | Regidor                                   | Concelleiro            | Zinegotzia        |